# Petr Čajánek
Petr Čajánek (* 18. srpna 1975, Gottwaldov) je bývalý český lední hokejista hrající na pozici centra.

## Kariéra
Tento trojnásobný mistr světa (2000, 2001, 2005) a čtyřnásobný vicemistr republiky (se zlínským týmem) se zúčastnil i Zimních olympijských her v Salt Lake City (2002), v Turíně (2006) a ve Vancouveru. Byl součástí národního týmu reprezentujícího na dosud posledním Světovém poháru (dříve Kanadském poháru) v roce 2004. Celkem čtyři sezóny (rok výluky NHL v to nepočítaje) odehrál za tým NHL St. Louis Blues, kde nosil číslo dresu 26, zatímco v reprezentaci nosí na zádech číslo 16. Před sezónou 2006/2007 podepsal novou dvouletou smlouvu se St. Louis Blues na 3,7 mil. USD. Po skončení přípravného kempu před sezónou 2007/2008 se však od svého zaměstnavatele dozvěděl, že s ním již nepočítá a tak novou sezónu NHL v dresu St. Louis Blues již nezahájil. Přesunul se zpět do Evropy a od listopadu 2007 se stal hráčem ruské Superligy v dresu AK Bars Kazaň. Nastupoval pravidelně jako centr 2. útoku společně s křídly Olegem Petrovem a Mikou Hentunenem. I s handicapem pozdějšího nástupu do již rozjeté soutěže se zařadil na 3. místo v kanadském bodování týmu v základní části s průměrem 1 bodu na zápas a byl výraznou oporou mužstva i v playoff. Již po přesunu do Evropy se rozhodl, že v průběhu sezóny nebude k dispozici české reprezentaci. Po skončení sezóny se dohodl na novém angažmá s moskevským Dynamem, které vedl český trenér Vladimír Vůjtek. Spoluhráčem mu byl tehdy i další zlínský odchovanec a bývalý hráč NHL Karel Rachůnek.
Dne 7. června 2010 prodloužil smlouvu s SKA Petrohrad na 1 rok. V sezoně 2011/2012 se rozhodl vrátit do mateřského Zlína, kde plní roli kapitána a lídra celého týmu. V ročníku 2012/2013 se stal vicemistrem republiky (již po čtvrté), když Zlín ve finále padl až v prodloužení posledního rozhodujícího zápasu. Čajánek se i přes zklamání z finálové porážky rozhodl pokračovat v kariéře a i nadále hájit barvy PSG Zlín. Svůj první extraligový titul získal v sezóně 2013/2014, když zlínský tým porazil ve finále v pěti zápasech Kometu Brno.
Za Zlín hrál i v následující sezóně 2014/2015, kdy s týmem postoupil do extraligového čtvrtfinále. Po neúspěšném sedmém zápase série proti brněnské Kometě ukončil sportovní kariéru.

## Ocenění a úspěchy
- 2005 ČHL/SHL – Utkání hvězd české a slovenské extraligy
- 2009 MS – Top tří hráčů v týmu
- 2014 ČHL – Nejlepší nahrávač v playoff
- 2014 ČHL – Cena Václava Paciny

## Prvenství

### NHL
- Debut – 10. října 2002 (St. Louis Blues proti Mighty Ducks of Anaheim)
- První asistence – 10. října 2002 (St. Louis Blues proti Mighty Ducks of Anaheim)
- První gól – 17. října 2002 (St. Louis Blues proti Columbus Blue Jackets, brankáři Marc Denis)

### KHL
- Debut – 3. září 2008 (HK Sibir Novosibirsk proti HK Dynamo Moskva)
- První gól – 11. září 2008 (Ak Bars Kazaň proti HK Dynamo Moskva, brankáři Wade Dubielewicz)
- První asistence – 17. září 2008 (HK Dynamo Moskva proti Torpedo Nižnij Novgorod)

## Klubová statistika
| Sezóna       | Klub                      | Soutěž       |     | Základní část | Základní část | Základní část | Základní část | Základní část |    | Play off | Play off | Play off | Play off | Play off |
| Sezóna       | Klub                      | Soutěž       | Z   | G             | A             | B             | TM            | Z             | G  | A        | B        | TM       |          |          |
| 1993/94      | AC ZPS Zlín               | ČHL          | 34  | 5             | 4             | 9             | 16            | 3             | 0  | 0        | 0        | 4        |          |          |
| 1994/95      | AC ZPS Zlín               | ČHL          | 35  | 7             | 9             | 16            | 8             | 12            | 2  | 6        | 8        | 4        |          |          |
| 1995/96      | AC ZPS Zlín               | ČHL          | 36  | 8             | 11            | 19            | 34            | 8             | 2  | 6        | 8        | 8        |          |          |
| 1996/97      | HC ZPS-Barum Zlín         | ČHL          | 50  | 9             | 30            | 39            | 44            | −             | −  | −        | −        | −        |          |          |
| 1997/98      | HC ZPS-Barum Zlín         | ČHL          | 46  | 19            | 27            | 46            | 123           | −             | −  | −        | −        | −        |          |          |
| 1998/99      | HC ZPS-Barum Zlín         | ČHL          | 49  | 15            | 33            | 48            | 131           | 11            | 5  | 7        | 12       | 12       |          |          |
| 1999/00      | HC Barum Continental Zlín | ČHL          | 50  | 23            | 34            | 57            | 66            | 4             | 1  | 0        | 1        | 0        |          |          |
| 2000/01      | HC Continental Zlín       | ČHL          | 52  | 18            | 31            | 49            | 105           | 6             | 0  | 4        | 4        | 22       |          |          |
| 2001/02      | HC Continental Zlín       | ČHL          | 49  | 20            | 44            | 64            | 64            | 11            | 5  | 7        | 12       | 10       |          |          |
| 2002/03      | St. Louis Blues           | NHL          | 51  | 9             | 29            | 38            | 20            | 2             | 0  | 0        | 0        | 2        |          |          |
| 2003/04      | St. Louis Blues           | NHL          | 70  | 12            | 14            | 26            | 16            | 5             | 0  | 2        | 2        | 2        |          |          |
| 2004/05      | HC Hamé Zlín              | ČHL          | 49  | 10            | 15            | 25            | 91            | 17            | 5  | 4        | 9        | 24       |          |          |
| 2005/06      | St. Louis Blues           | NHL          | 71  | 10            | 31            | 41            | 54            | −             | −  | −        | −        | −        |          |          |
| 2006/07      | St. Louis Blues           | NHL          | 77  | 15            | 33            | 48            | 54            | −             | −  | −        | −        | −        |          |          |
| 2007/08      | Peoria Rivermen           | AHL          | 4   | 1             | 0             | 1             | 0             | −             | −  | −        | −        | −        |          |          |
| 2007/08      | Ak Bars Kazaň             | RSL          | 33  | 13            | 20            | 33            | 56            | 10            | 5  | 5        | 10       | 4        |          |          |
| 2008/09      | HK Dynamo Moskva          | KHL          | 53  | 9             | 23            | 32            | 123           | 12            | 1  | 5        | 6        | 6        |          |          |
| 2009/10      | SKA Petrohrad             | KHL          | 52  | 21            | 20            | 41            | 74            | 4             | 0  | 4        | 4        | 2        |          |          |
| 2010/11      | SKA Petrohrad             | KHL          | 51  | 13            | 24            | 37            | 54            | 11            | 2  | 5        | 7        | 2        |          |          |
| 2011/12      | PSG Zlín                  | ČHL          | 48  | 6             | 15            | 21            | 96            | 12            | 6  | 3        | 9        | 14       |          |          |
| 2012/13      | PSG Zlín                  | ČHL          | 48  | 18            | 26            | 44            | 73            | 19            | 2  | 10       | 12       | 26       |          |          |
| 2013/14      | PSG Zlín                  | ČHL          | 49  | 8             | 24            | 32            | 70            | 16            | 3  | 11       | 14       | 10       |          |          |
| 2014/15      | PSG Zlín                  | ČHL          | 48  | 12            | 24            | 36            | 112           | 7             | 0  | 6        | 6        | 20       |          |          |
| Celkem v NHL | Celkem v NHL              | Celkem v NHL | 269 | 46            | 107           | 153           | 144           | 7             | 0  | 2        | 2        | 4        |          |          |
| Celkem v KHL | Celkem v KHL              | Celkem v KHL | 156 | 43            | 66            | 109           | 251           | 27            | 3  | 14       | 17       | 10       |          |          |
| Celkem v ČHL | Celkem v ČHL              | Celkem v ČHL | 642 | 177           | 323           | 500           | 1011          | 127           | 32 | 64       | 96       | 156      |          |          |

## Reprezentace
| Rok                       | Tým                       | Soutěž                    | Z  | G  | A  | B  | TM |
| ------------------------- | ------------------------- | ------------------------- | -- | -- | -- | -- | -- |
| 1995                      | Česko 20                  | MSJ                       | 7  | 3  | 5  | 8  | 63 |
| 2000                      | Česko                     | MS                        | 9  | 1  | 3  | 4  | 2  |
| 2001                      | Česko                     | MS                        | 9  | 2  | 6  | 8  | 4  |
| 2002                      | Česko                     | OH                        | 4  | 0  | 0  | 0  | 0  |
| 2002                      | Česko                     | MS                        | 7  | 3  | 2  | 5  | 2  |
| 2004                      | Česko                     | SP                        | 4  | 1  | 2  | 3  | 0  |
| 2005                      | Česko                     | MS                        | 9  | 2  | 2  | 4  | 8  |
| 2006                      | Česko                     | OH                        | 7  | 1  | 0  | 1  | 4  |
| 2007                      | Česko                     | MS                        | 7  | 0  | 2  | 2  | 12 |
| 2009                      | Česko                     | MS                        | 7  | 5  | 5  | 10 | 10 |
| 2010                      | Česko                     | OH                        | 5  | 0  | 0  | 0  | 6  |
| Seniorská kariéra celkově | Seniorská kariéra celkově | Seniorská kariéra celkově | 68 | 15 | 22 | 37 | 48 |